# Kabr Ajmu
Kabr Ajmu – wieś w Syrii, w muhafazie Aleppo, w dystrykcie Manbidż. W 2004 roku liczyła 453 mieszkańców.